# Фомин, Василий Андреевич
Василий Андреевич Фомин (26 мая 1957 — 10 апреля 2024) — советский борец греко-римского стиля, призёр чемпионата мира и чемпионата Европы, чемпион СССР, обладатель Кубка мира в команде, мастер спорта СССР международного класса.

## Биография
В июле 1979 года на чемпионате СССР в Москве стал серебряным призёром. В феврале 1980 года в Москве стал серебряным призёром чемпионата страны, уступив первое место Виталию Константинову. В феврале 1982 года в Запорожье выиграл чемпионат СССР. В марте того же года в Фрайбурге стал победителем Гран-При Германии. В сентябре 1982 года завоевал бронзовую медаль на чемпионате мира в Катовице. В ноябре 1982 года занял второе место в индивидуальном зачёте на Кубке мира в Будапеште, с командой выиграл турнир. В 1983 году занял третье место на чемпионате Европы в Будапеште. В 1984 году во второй раз выиграл Гран-При Германии, а в 1985 году стал вторым призёром, поле чего завершил спортивную карьеру.
Умер 10 апреля 2024 года в возрасте 66 лет.

## Спортивные результаты
- Чемпионат СССР по классической борьбе 1979 — ;
- Чемпионат СССР по классической борьбе 1980 — ;
- Чемпионат СССР по классической борьбе 1982 — ;
- Гран-При Германии 1982 — ;
- Чемпионат мира по борьбе 1982 — ;
- Чемпионат Европы по борьбе 1983 — ;
- Гран-При Германии 1984 — ;
- Гран-При Германии 1985 — ;